# 洛斯特科納 (阿肯色州)
洛斯特科納（英語：Lost Corner）是位於美國阿肯色州波普縣的一個非建制地區。該地的面積和人口皆未知。

## 地理
洛斯特科納的座標為35°34′18″N 92°50′03″W / 35.57167°N 92.83417°W，而該地的平均海拔高度為513米（即1683英尺）。